# Бета-глюканы
Бета-глюкан — это общий термин для полисахаридов, состоящих из β-связей.
Это водорастворимые, вязкие полисахариды с линейной структурой, в которых глюкоза связана через β-1,4 и β-1,3 связи. Сообщалось о многих физиологических функциях, таких как эффекты против ожирения, снижение постпрандиального повышения уровня глюкозы и нормализация уровня холестерина в сыворотке
Дрожжи, грибы , некоторые бактерии, морские водоросли и злаки (овес и ячмень) содержат β-глюканы и полисахариды мономеров D-глюкозы, соединенных β-гликозидными связями
Так же, β-глюканы используются в качестве пищевого ингредиента, они известны своей способностью изменять функциональные аспекты пищевых продуктов, включая вязкость, текстуру, реологию и органолептические качества
Диета является основным фактором в регулировании разнообразия и активности кишечной микробиоты, в том числе того, как поглощаемая диета распределяется между микробными сообществами на разных уровнях.
β-глюкан является неперевариваемым углеводом и действует как субстрат для улучшения микробов толстой кишки, поскольку им разрешено проходить через тонкий кишечник из-за их устойчивости к абсорбции
β-глюкан влияет на целостность эпителия через кишечную микробиоту. Исследование in vitro показало, что ферментация β-глюкана ячменя и овса образцами фекалий человека показывает различия в продукции SCFAs и бактериальных популяциях Clostridium histolyticum и соотношении видов Bacteroides-Prevotella
β-глюканы могут играть важную роль в повышении вязкости пищи во время пищеварения в кишечнике, замедлении опорожнения желудка, ограничении всасывания макронутриентов и захвате холестерина и желчных кислот.
Таким образом, β-глюканы снижают уровень холестерина и сахара в сыворотке крови при СД2 .
1-Beta-Glucan in Foods and Health Benefitshttps://www.ncbi.nlm.nih.gov/pmc/articles/PMC8746796/#:~:text=Beta%2Dglucan%20is%20a%20general,the%20immunological%20system%20%5B1%5D.
2-β-glucans: a potential source for maintaining gut microbiota and the immune system https://www.frontiersin.org/articles/10.3389/fnut.2023.1143682/full
3-Beta glucan: a valuable functional ingredient in foods https://pubmed.ncbi.nlm.nih.gov/22214441/
4-Beta-glucans in the treatment of diabetes and associated cardiovascular risks https://www.ncbi.nlm.nih.gov/pmc/articles/PMC2663451/